# チャパラ湖

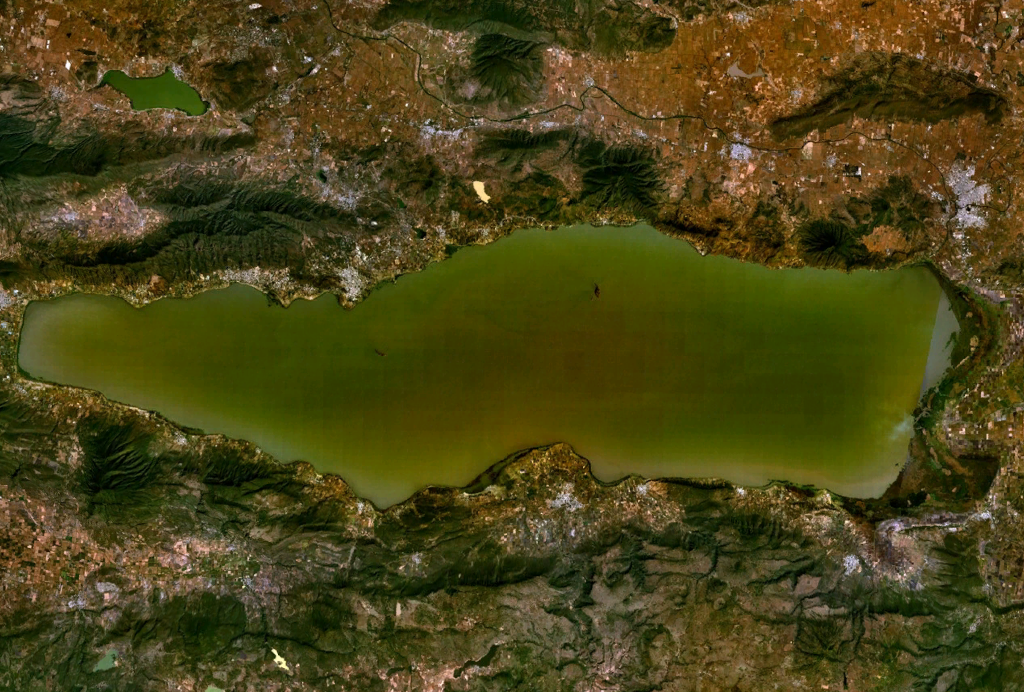
衛星写真。左上の小さな湖はカヒティトラン湖。

チャパラ湖（チャパラこ、スペイン語: Lago de Chapala）は、メキシコ中西部にある淡水湖。メキシコで最大の湖である。

## 概要
メキシコ中西部のハリスコ州とミチョアカン州に跨る位置にあり、うちほとんど（86%）はハリスコ州が占める。標高は1,524 m。長さ82 km、幅19 kmで、東西に細長い形をしている。深度は浅く、平均深さ4.5 m、深いところでも11 m程度である。面積は1,112 km2だが、歴史的には縮小傾向にある。水量が降水量や流入河川の水量、周囲の開発等により変動するため、過去には812 km2まで減少したことがある。
シエラ・マドレ山脈、西シエラ・マドレ山脈、メキシコ新期火山帯が交接する高原にあり、盆地状の地域が火山によって堰き止められて形成されたと考えられている。
680万年前に形成された古代湖である。

## 河川
主な河川には、トルーカ付近を水源とし、チャパラ湖東部へ流入するレルマ川（全長734 km）と、チャパラ湖北東部から流出し太平洋へ注ぐグランデ・デ・サンティアゴ川（全長460 km）がある。この両河川を合わせてレルマ-チャパラ-サンティアゴ水系をなし、その流域総面積は12万 km2に及ぶ。上流であるレルマ川流域には多くのダムが建設され、ミチョアカン州とグアナフアト州の穀倉地帯形成に寄与している。
主な流入河川
- レルマ川（英語版、スペイン語版）
- ドゥエロ川（英語版）
- ワラチャ川（英語版）
- スラ川（英語版）

流出河川
- グランデ・デ・サンティアゴ川（英語版、スペイン語版）

## 気候

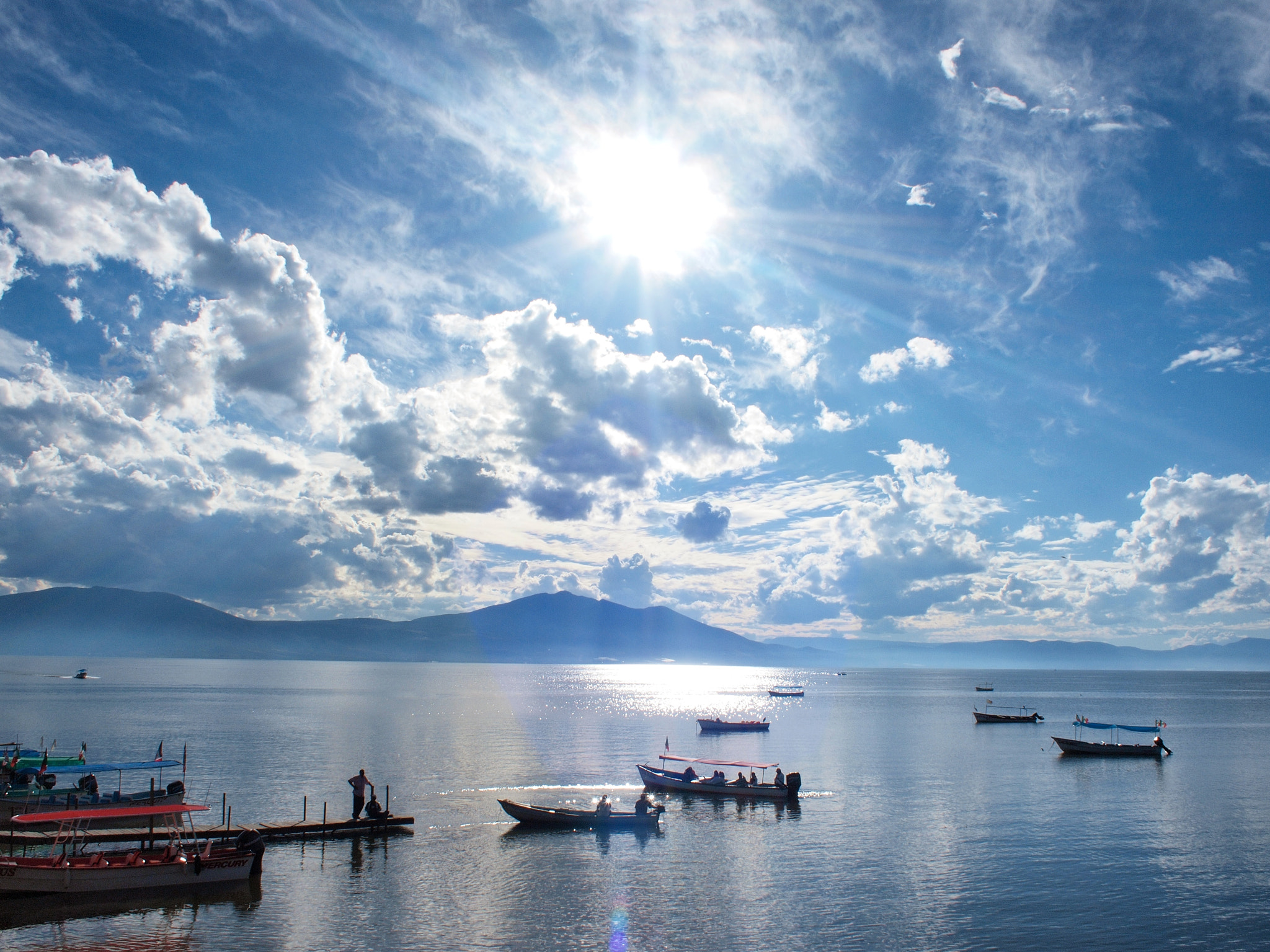
レジャーや漁獲のため多くの舟が浮かぶ。

温暖な気候で、平均気温は19度、平均水温は21度であり、凍結することはない。快適な気候を生かし、魚釣りや舟遊びなどのレジャーが楽しめるため、大衆的な観光地・保養地として発展を遂げた。

## 周辺

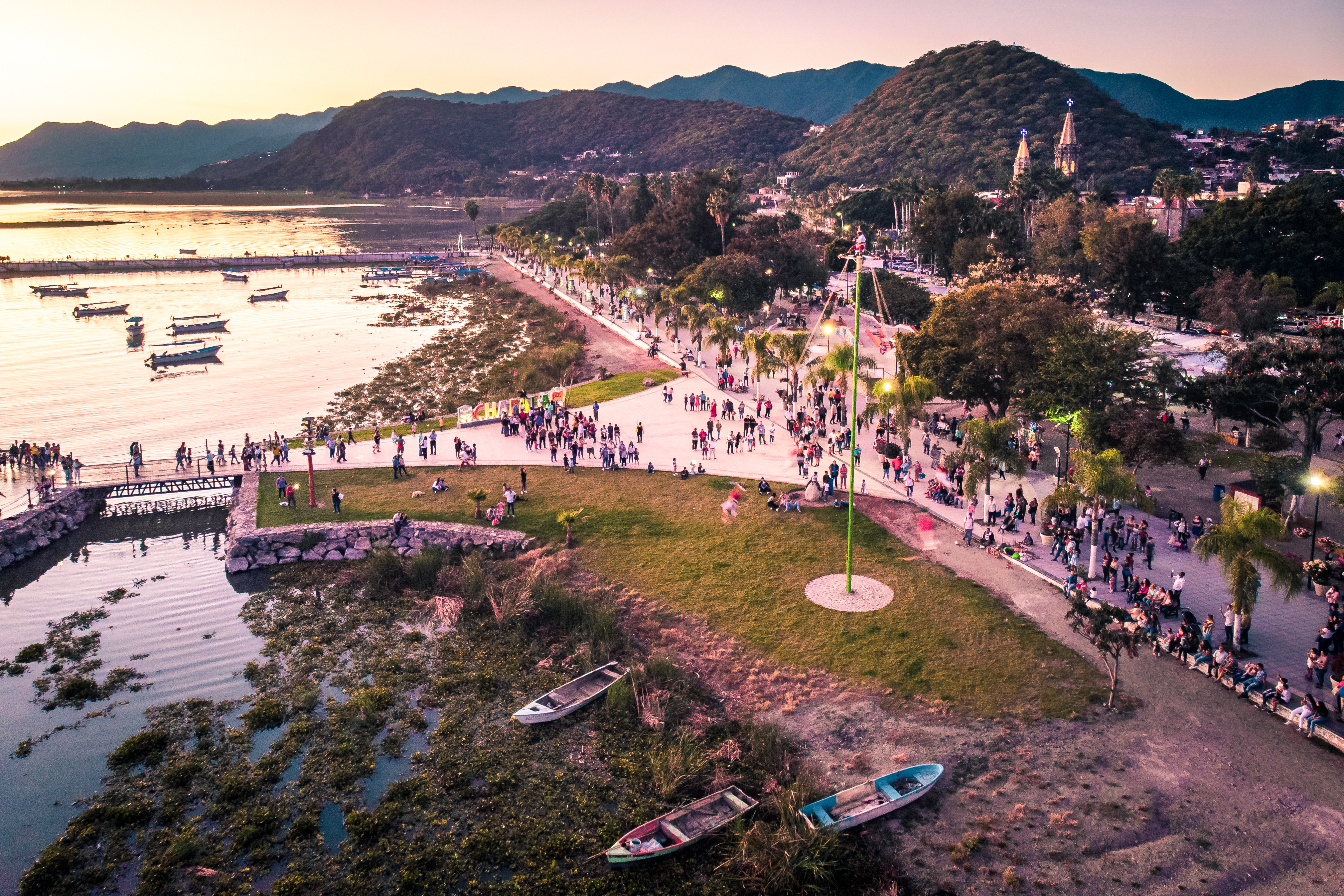
湖畔の観光地・チャパラ。

湖の北48 kmの位置に、メキシコの第二都市でハリスコ州の州都グアダラハラがある。湖畔の町としては、オコトラン、チャパラ、ティサパン・エル・アルト、ハマイなど。特に北岸のチャパラは、19世紀末にグアダラハラ在住のイギリス人が湖畔に別荘を建て、風光明媚で温暖な地と紹介したことから観光地としての開発が進んだ。ほか、民芸品の産地であるアヒヒック、織物の産地ホコテペクなど。
20世紀中盤以降は、退職した米国人が引退後に移住する場所として人気がある。

## 経済と環境
先コロンブス期には土着の半農半漁の民族集団が湖畔に複数存在したが、17世紀末からスペイン人による本格的な入植が始まった。19世紀末にイギリス人による別荘開発を契機に観光地として開発され、一大ブームとなった。1920年には鉄道も敷かれ、グアダラハラやメキシコシティとも繋がった。当時のメキシコ大統領ポルフィリオ・ディアスも同地で長期休暇を過ごすなど上流階級の社交場ともなり、イギリスの作家デーヴィッド・ハーバート・ローレンスのメキシコを舞台にした小説『翼ある蛇』（The Plumed Serpent）も同地で執筆された。
1906年には東岸のオコトラン、ラバルカ、ラパルマにかかる一帯が干拓され、5万ヘクタールの農地となった（うち4.5万ヘクタールがミチョアカン州）。
チャパラ湖の湖水域は増減を繰り返しながら総体的には縮小傾向にあり、1970年代に1,740 km2あったが、1980年代には1,048 km2、2001年には812 km2となった。これはレルマ川流域の農地開発が進み、河畔の農地での水使用量増加に伴う流入水量の減少や、同湖を水源とするグアダラハラ都市圏の急激な人口増加が原因と考えられる。実際にチャパラ湖の湖水はグアダラハラへポンプ送水され、産業用水の6割を担っているとされる。気候の変動も加わって年間の蒸発量（1,910 mm）が降水量（893 mm）の2倍を超えている状況にある。レルマ川からは沿岸の工場排水、生活排水、畜産汚水、重金属なども流れ込むため、湖水の減少も相まって水質の悪化、富栄養化が深刻化しており、この影響か藻類の異常繁殖や外来種の増加も見られる。先コロンブス期から白魚が湖の名物として知られていたが、漁獲量は1980年代の600 tから近年では100 t未満に減少した。
こういった状態を改善するため、規制の強化、汚染源の削減、生産システムの改善、ガバナンス強化の促進に向けて取り組んでいる組織や関係諸機関が増えている。2007年にチャパラ湖でメキシコ国内では初めて統合的湖沼流域管理（ILBM）プラットフォームが取り入れられた。

## 自然
湖内には2つの小規模な島がある。このうち大きい方のメスカラ島はかつてメキシコ独立戦争の激戦地で、現在でも当時の遺構が残されている。小さい方のアラクラネス島は、西シエラ・マドレ山脈に住む先住民族のウイチョル族から、先祖が生まれ出た島として神聖視されている。
湖畔には泥火山や間欠泉がある。チャパラの町には温泉が湧出し、観光資源のひとつになっている。
冬期にはペリカンの飛来地として有名で、湖を覆いつくすような鳥の群れが観光の目玉になっている。また、アメリカサンカノゴイ、コオニクイナなどの鳥類およびオナシハナナガコウモリ、クビワペッカリー、ピューマなどの哺乳類も見られる。
魚類の種類も豊富で、9つのグーデア科（Goodeidae）の固有亜科が見られるほか、独自の進化を遂げたトウゴロウイワシ科（Atherinidae。Menidia contrerasi、Menidia sphyraena、Menidia promelasなどを含む）や、湖固有のアメリカナマズ科（Ictaluridae。Ictalurus dugesiiなどを含む）、ハマギギ科のイトヒキハマギギ属（Bagre）、コイ科、ヤツメウナギなどの魚が生息している。シャジクモ目（Charales）に属する希少な藻類も確認できる。
またザラアシドロガメの亜種・チャパラドロガメ（Kinosternon hirtipes chapalaense）、メキシコガーターヘビの亜種Thamnophis eques obscurusなど、大部分がチャパラ湖にしか生息しない爬虫類も存在する。
このような生物多様性の重要性が再認識され、2009年にラムサール条約に登録された。

## 語源
チャパラの名称は先住民の言葉に由来するが、意味は「水浸しの場所」「水の上のバッタ」「小さな鍋」など諸説ある。